# Nicholas Podany
Nicholas Podany (Los Angeles, 28 ottobre 1996) è un attore statunitense.

## Biografia
Nicholas Podany è nato il 28 ottobre 1996 a Los Angeles, in California, dove intraprende la carriera di attore.

## Carriera
Nicholas Podany ha iniziato la sua carriera di attore recitando in diverse serie TV come Law & Order - I due volti della giustizia, Chicago P.D., Hart of Dixie e Non sono stato io.
Nel 2021 entra nel cast principale di Summertime Dropouts, commedia musicale di Jhene Chase, con le musiche dei Simple Plan. Nel 2024 interpreta il ruolo di Billy Crystal nel film Saturday Night di Jason Reitman.

## Filmografia

### Cinema
- Passage 379, regia di Alfred Castillo Jr. (2013)
- The Ballerina, Her Shoemaker and His Apprentice, regia di Shedrick Cortez-Stokes (2017)
- Downloads, regia di Taylor Washington (2019)
- Thicker, regia di Jerome Yoo (2019)
- Summertime Dropouts, regia di Jhene Chase (2022)
- Saturday Night, regia di Jason Reitman (2024)[3]
- Juliet & Romeo, regia di Timothy Scott Bogart (2025)

### Televisione
- Hart of Dixie – serie TV, 4 episodi (2012-2013)
- Madame Oola Mystery Series – serie TV, 4 episodi (2012-2013)
- Non sono stato io – serie TV, 1 episodio (2017)
- Red Capet Report – serie TV, 2 episodi (2019)
- Archive 81 - Universi alternativi – serie TV, 1 episodio (2022)
- Blue Bloods – serie TV, 1 episodio (2022)
- Hello Tomorrow! – serie TV, 10 episodi (2023)
- Law & Order - I due volti della giustizia – serie TV, 1 episodio (2023)
- Chicago P.D. – serie TV, 1 episodio (2024)
- Invincible – serie TV, 1 episodio (2025)
- Doc – serie TV, 1 episodio (2025)
- Ponies – serie TV (2026)

## Doppiatori italiani
Nelle versioni in italiano delle opere in cui ha recitato, Nicholas Podany è stato doppiato da:
- Gabriele Vender in Blue Bloods
- Alberto Franco in Saturday Night